# Àlbum recopilatori

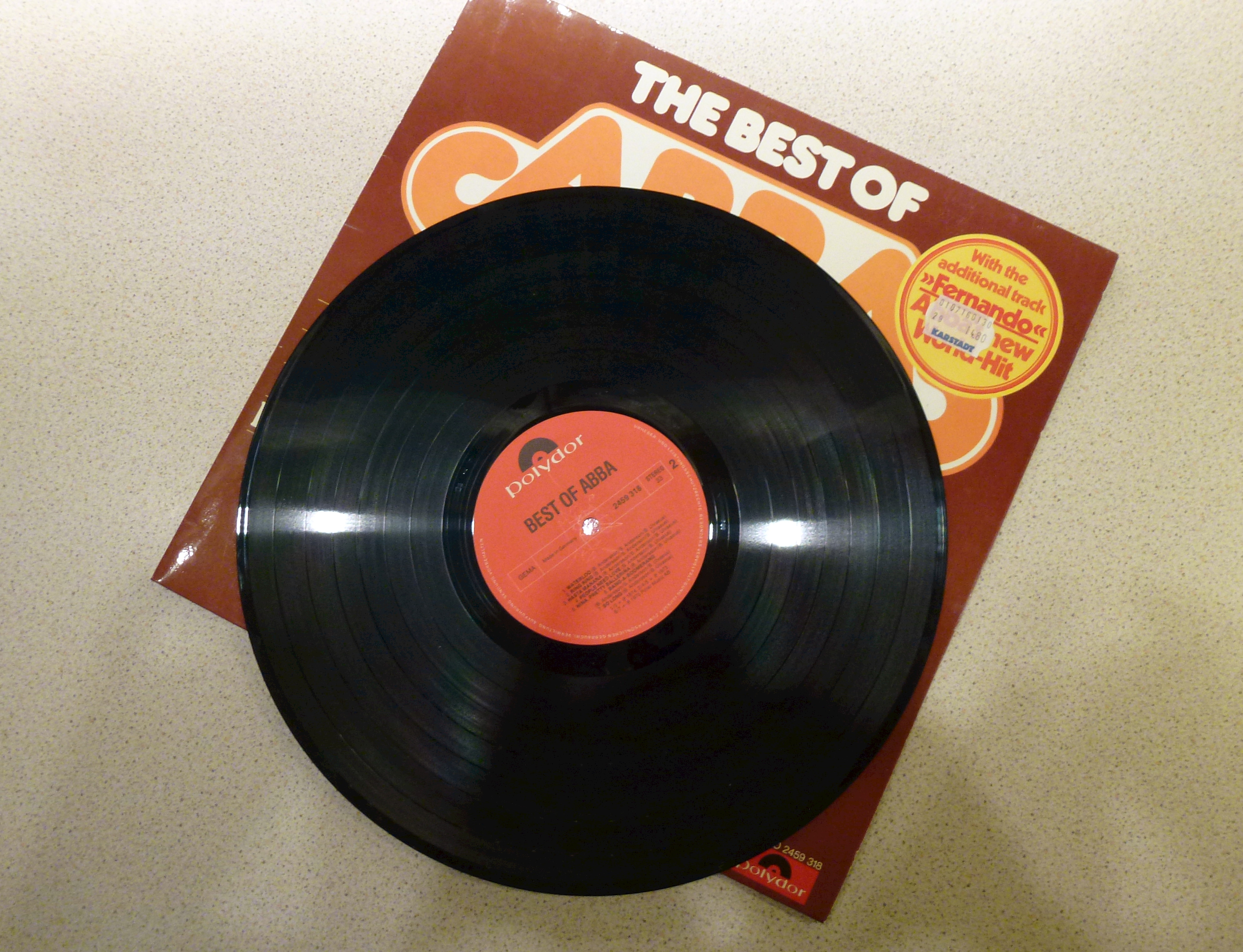
The Best of ABBA (1975), grans èxits del grup suec de música.

Un àlbum recopilatori (també anomenat com àlbum de compilació o simplement compilació) és un àlbum musical que inclou cançons o melodies amb similars característiques. La compilació llançada pot pertànyer a un cantant, músic, o banda, com també ser de diversos artistes barrejats en un sol treball. Alguns tipus d'àlbums compilació bàsics són:
- Grans èxits: compilacions de les cançons més conegudes d'un artista o banda. No necessàriament han de ser els senzills llançats al llarg d'una carrera musical.

- Compilació de «Cares B»: àlbums que inclouen les "cares B" (b-sides), les cançons que van acompanyar els senzills ("cares a") en els seus respectius llançaments. Originalment aquestes cançons només van ser llançades en format single (tant en vinil com en CD-single), encara que hi ha ocasions on també les cares B han estat incloses en un àlbum musical regular.

- Compilació de diversos artistes: àlbum compost per diverses cançons (generalment conegudes, singles), però interpretades per diversos artistes, generalment amb alguna cosa en comú (estil, època en què van ser originalment llançats, etc.).